# Ropa
Ropa è un comune rurale polacco del distretto di Gorlice, nel voivodato della Piccola Polonia.
Ricopre una superficie di 49,09 km² e nel 2004 contava 5 051 abitanti.